# 埃斯湖
47°58′10″N 11°14′1″E / 47.96944°N 11.23361°E

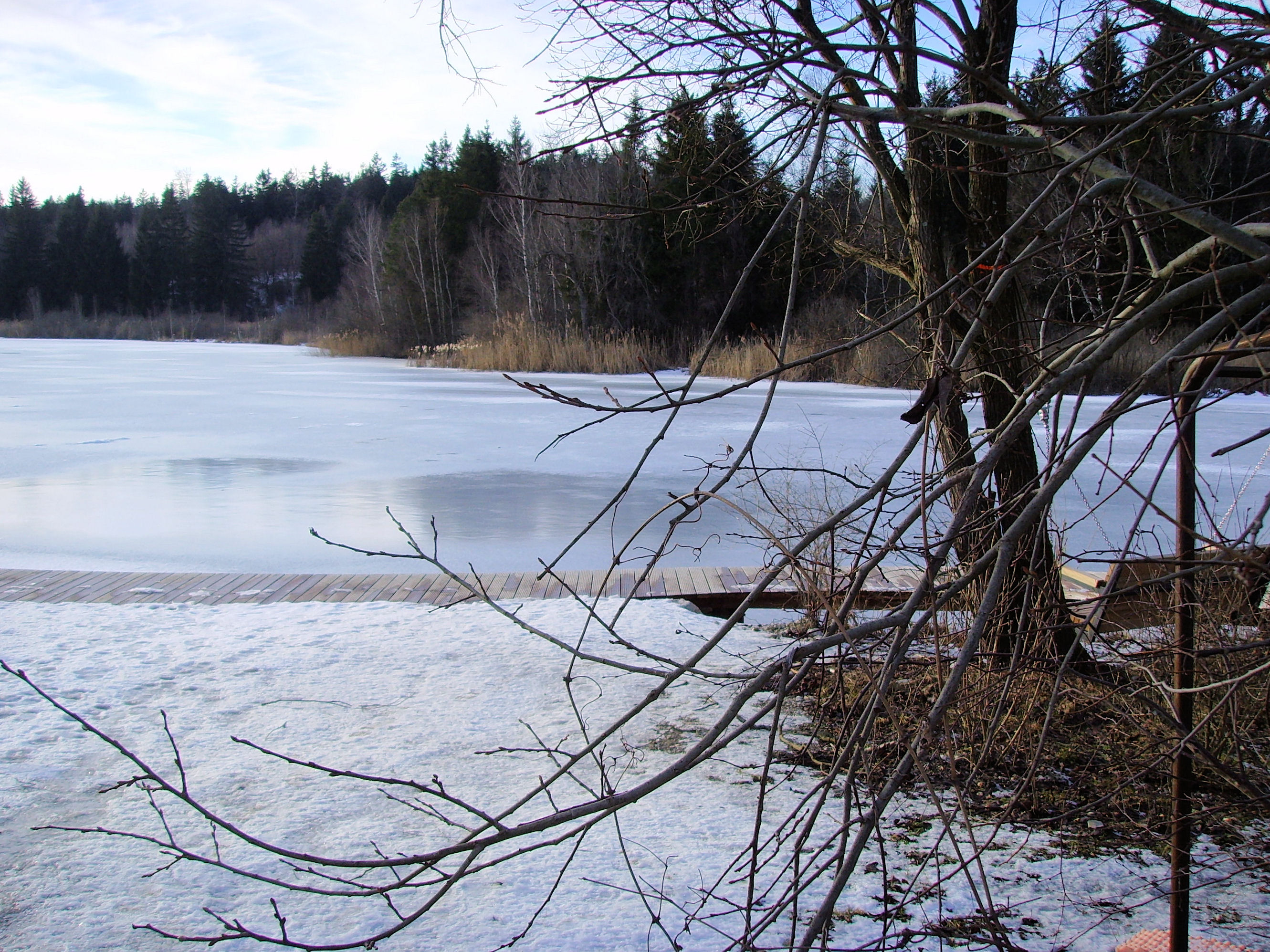

埃斯湖（德語：Eßsee），是德國的湖泊，位於該國東南部，由巴伐利亞州負責管轄，處於珀京，長0.5公里、寬0.3公里，面積0.08平方公里，海拔高度677米，每年平均降雨量1,715毫米。